# Emil Georgescu
Emil Gh. Georgescu (n. 1919 – d. 1997, București, România) a fost un pilot român de aviație, as al Aviației Române din cel de-al Doilea Război Mondial.
Căpitanul av. Emil Georgescu a fost decorat cu Ordinul Virtutea Aeronautică de război cu spade, clasa Crucea de Aur cu 2 barete (4 noiembrie 1941) „pentru eroismul dovedit în luptele aeriene dela Constanța, Chilia și Sulina, când a doborât patru avioane inamice și pentru curajul arătat în cele 41 misiuni pe front”.

## Decorații
- Ordinul „Virtutea Aeronautică” de Război cu spade, clasa Crucea de Aur cu 2 barete (4 noiembrie 1941)[1]